# Lê Lợi, thị xã Sơn Tây
Lê Lợi là một phường thuộc thị xã Sơn Tây, thành phố Hà Nội, Việt Nam.
Phường Lê Lợi có diện tích 0,88 km², dân số năm 2022 là 9.468 người, mật độ dân số đạt 10.759 người/km².